# Дойче бан
„Дойче бан“ (на немски: Deutsche Bahn) е националният железопътен превозвач на Германия, установен в Берлин. Фирмата е създадена през 1994 г. като наследник на 2 отделни предприятия, опериращи съответно в източната и западната част на Германия.
„Дойче бан“ описва себе си като втората най-голяма транспортна компания в света след „Дойче пост“ и най-голямата железопътна компания в Европа. Около 2 милиарда пътници се превозват всяка година.

## История
Докато железопътната мрежа в Германия съществува още от 1835 г., когато първите релси са положени на 6-километровия маршрут между градовете Нюрнберг и Фюрт, „Дойче бан“ е сравнително скорошна крачка от развитието на железопътния транспорт в страната. Създадена през януари 1994 г. като акционерно дружество, за да обслужва разделените над 40 години железопътни мрежи в Западна и Източна Германия след политическото им обединение през ноември 1989 г. В своята кратка история тази обединена германска железница има 3 основни периода на развитие:
- създаване,
- първи години (1994-1999) и
- от 2000 г.

## Корпоративни подразделения
Дойче баан груп (Deutsche Bahn AG) е разделена на три основни дяла: ДБ Бан, ДБ Неце и ДБ Шенкер.

#### ДБ Баан
ДБ Баан е дялът, който отговаря за пътническите превози. Първоначално наречен Reise & Touristik, този дял се занимава с
- ръководството,
- продажбата на билети,
- обслужването и
- движението

на всички германски влакове Intercity-Express, EuroCity, InterCity и Regionalbahn.

#### ДБ Нетце
Компанията Дойче бан Нетце е дъщерно дружество на Дойче бан, основано в края на 2007 година.
Предмет на дейността му е поддръжка на железопътната инфраструктура.
Като дъщерно дружество на Дойче бан, предприятието разработва и управлява
- железопътният транспорт,
- енергетиката,
- данни и
- мрежи за услуги.

#### ДБ Шенкер
ДБ Шенкер представляват товарните транспортно-логистични услуги на Дойче Бан. ДБ Шенкер е един от водещите световни логистични компании. ДБ Шенкер изпълнява всички логистични дейности на Дойче Бан, като служителите на предприятието са над 88 000, разпръснати на 2000 места в около 130 страни. Към момента ДБ Шенкер е:
- Номер 1 в Европа в товарно-железопътните услуги
- Номер 1 в Европа за кобиниран транспорт
- Номер 1 в Европа за сухоземен превоз
- Втори в света в бранша за въздушни карго превози
- Трети в света за трансокеански карго превози